# Rutes E3x
Xarxa de carreteres europees de tipus 3x

## Rutes de classe A
| Rutes E | Es. (*) | Trajecte                                            | Itinerari elbruz.org |
| ------- | ------- | --------------------------------------------------- | -------------------- |
| E30     | (*)     | Cork (Irlanda) - Ufà (Rússia)                       | E30                  |
| E31     | -       | Rotterdam (Països Baixos) - Ludwigshafen (Alemanya) | E31                  |
| E32     | -       | Colchester (Regne Unit) - Harwich (Regne Unit)      | E32                  |
| E33     | -       | Parma (Itàlia) - La Spezia (Itàlia)                 | E33                  |
| E34     | -       | Zeebrugge (Bèlgica) - Bad Oeynhausen (Alemanya)     | E34                  |
| E35     | -       | Amsterdam (Països Baixos) - Roma (Itàlia)           | E35                  |
| E36     | -       | Berlín (Alemanya) - Legnica (Polònia)               | E36                  |
| E37     | -       | Bremen (Alemanya) – Colònia (Alemanya)              | E37                  |
| E38     | (*)     | Hlúkhiv (Ucraïna) - Saràtov (Rússia)                | E38                  |
| E39     | -       | Trondheim (Països Baixos) - Aalborg (Dinamarca)     | E39                  |

## Routes de classe B
| Rutes E | Es.(*) | Trajecte                                               | Itinerari elbruz.org |
| ------- | ------ | ------------------------------------------------------ | -------------------- |
| E311    | -      | Breda (Països Baixos) - Utrecht (Països Baixos)        | E311                 |
| E312    | -      | Vlissingen (Països Baixos) - Eindhoven (Països Baixos) | E312                 |
| E313    | -      | Anvers (Bèlgica) - Lieja (Bèlgica)                     | E313                 |
| E314    | -      | Lovaina (Bèlgica) - Aquisgrà (Alemanya)                | E314                 |
| E331    | -      | Dortmund (Alemanya) - Kassel (Alemanya)                | E331                 |
| E371    | -      | Radom (Polònia) - Prešov (Eslovàquia)                  | E371                 |
| E372    | -      | Varsòvia (Polònia) - Lviv (Ucraïna)                    | E372                 |
| E373    | (*)    | Lublin (Polònia) - Kíev (Ucraïna)                      | E373                 |
| E381    | -      | Kíev (Ucraïna) – Oriol (Rússia)                        | E381                 |
| E391    | (*)    | Trosna (Rússia) - Hlúkhiv (Rússia)                     | E391                 |

## Esmenes: ampliació o modificació de la xarxa
Esmenes a l'acord europeu sobre les grands rutes de tràfic internacional (doc. TRANS/SC.1/2001/3 du 20/07/2001 et TRANS/SC.1/2002/3 du 09/04/2002)
- E30 : extensió Samara - Ufà -L'Àsia
- E38 : nova ruta Hlúkhiv (UA) - Koursk − Voronej - Saratov (RUS) -L'Àsia
- E373 : supressió de la part Kovel - Rovno (UA) i extensió Kovel - Kíev (UA)
- E391 : nova ruta Trosna - Hlúkhiv (RUS)